# William A. Horning
William Allen Horning (Missouri, 9 novembre 1904 – Los Angeles, 2 marzo 1959) è stato uno scenografo statunitense attivo tra il 1937 e il 1959.

## Biografia
Ottenne cinque candidature e vinse due volte il Premio Oscar per la migliore scenografia. Fu sposato fino alla propria morte con Esther Montgomery.
Alla XXXI cerimonia dei Premi Oscar per il 1958 (tenutasi il 6 aprile 1959), Horning ricevette un Premio Oscar postumo per la migliore scenografia per il film pluripremiato Gigi.  
L'anno seguente, ottenne altre due candidature postume: la prima per Intrigo internazionale di Alfred Hitchcock e la seconda per il film epico Ben-Hur.
Alla XXXII cerimonia dei Premi Oscar per il 1959 (tenutasi il 4 aprile 1960), Horning vinse l'Oscar alla migliore scenografia postumo per Ben-Hur.
Sia il produttore Sam Zimbalist sia Horning ottennero un premio postumo per Ben-Hur, poiché entrambi morirono mentre le riprese del film erano ancora in corso.
Al 2012, Horning è l'unica persona ad avere vinto due Oscar postumi in due cerimonie consecutive.

## Filmografia
- Gelosia (Wife vs. Secretary), regia di Clarence Brown (1936)
- Maria Walewska (Conquest), regia di Clarence Brown (1937)
- Inferno sul fondo (Torpedo Run), regia di Joseph Pevney (1958)
- La legge del più forte (The Sheepman), regia di George Marshall (1958)
- Intrigo internazionale (North by Northwest), regia di Alfred Hitchcock (1959)
- Tutte le ragazze lo sanno (Ask Any Girl), regia di Charles Walters (1959)
- Ben-Hur, regia di William Wyler (1959)